# Цветана Паскалева
Цветана Паскалева е български журналист,  режисьор на документални филми и член на Международната документална асоциация (Лос Анджелис). Тя е отличена през 1994 г. с бронзов плакет от КолумбийскияМеждународен филмов и видео фестивал за документалната си работа.

## Биография
Паскалева е родена на 22 януари 1960 г. в Нова Загора, България. Завършва Националната академия за театрално и филмово изкуство в София.
Тя е първият чуждестранен журналист, който докладва за масовото изселване на арменци от Карабах . По-късно Паскалева става репортер на свободна практика за CNN, NBC, и агенция Reuters, както и за българската, руската и германската телевизия, изпращайки репортажи от горещи точки.
По време на Карабахската война (1991 – 1994) тя създава 7 документални филма за войната.

## Награди
Цветана Паскалева получава множество награди на международни филмови фестивала. Въпреки че никога не е била с оръжие и не е участвала във военните действия, а само ги е отразявала, тя получава чин полковник на армията на отбраната на Карабах през 1995 г. и медал за храброст от арменското правителство през 1996 г. През 2009 г. е удостоена с наградата „Гарбис Папазиан“ на AGBU и отличена с медала „Мовсес Хоренаци“, най-високото отличие на Армения в областта на науката, образованието, журналистиката, културата, изкуствата и здравеопазването.